# Caballo rabicano
Los pelajes rabicano o rubican siguen un patrón característico. Sobre cualquier pelaje de base muestran una cierta cantidad de pelos blancos «añadidos» y, muy a menudo, tienen blanca la base de la cola. En documentos antiguos catalanes mencionan caballos con la «cola cana». Como nombre de caballo, Rabicano aparece en la obra Orlando innamorato el año 1495. Un caballo «morcillo rabicano» se menciona en 'La Araucana', de Alonso de Ercilla.

## Descripción del patrón rabicano

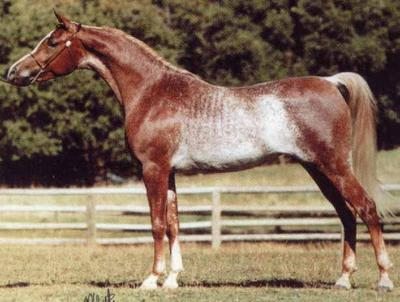
Caballo de pura raza árabe de pelaje alazán-rabicano. (Imagen por cortesía de Amentaah Egyptian Arabians).

Los caballos rabicanos pueden presentarse en diversos grados de intensidad, según la cantidad de pelos blancos «añadidos» en el pelaje de base. En los casos mínimos los pelos blancos son escasos y en la base de la cola casi no se puede observar nada de blanco. En los pelajes de máxima expresión la cantidad de pelos blancos es considerable y la base blanca de la cola muy destacada. Los pelos blancos son más numerosos en los flancos y la barriga. También en la cabeza (a diferencia de los pelajes ruanos) puede haber pelos blancos «añadidos». Hay expertos que opinan que los pelos blancos nacen en pequeñas áreas despigmentadas de la piel.

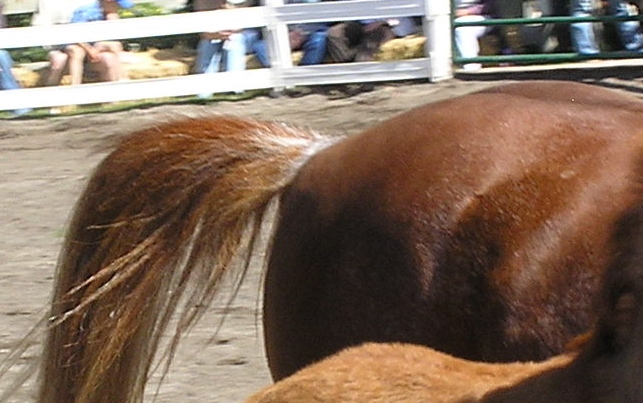
Cola de un caballo alazán-rabicano mostrando los pelos blancos ordenados alrededor de la base de la cola (en inglés "coon tail" o "skunk tail")

## Aspectos genéticos
Se supone que el gen rabicano es un gen dominante.

## Documentos sobre términos tradicionales de pelaje
- Terrado, Xavier, Una fuente para el estudio del léxico medieval: Los libros de muestras de caballos; fuente para la estudio los libros de muestras de caballos terrado & source = bl & odos = UXB6NMmEoO & sig = w9zaTTOxlwhiiz_td0cT9ooaBfQ & hl = es & ei = mlE2TJ7YM4a6jAfWjPj7Aw & sa = X & oi = book_result & ct = result & resnum = 9 & Ved = 0CDkQ6AEwCA Miscelánea Antoni M. Margarit
- Roca, Joseph Ma; Johan I de Aragón ("... rocín de pelo Baig con la coha cana ...")= caballo Baig Johan de Aragón & source = bl & odos = Vz0HuNW8W2 & sig = 2wUaGNUKO-m2e9o5f9Xlvfyz5Po & hl = es & ei = RtReTOWZMIKw4QaO0ISkBw & sa = X & oi = book_result & ct = result & resnum = 1 & Ved = 0CBUQ6AEwAA Juan I de Aragón